# 최대 지반 속도
최대 지반 속도(Peak Ground Velocity)는 지진이 발생했을 때 지반이 움직인 최대 속도를 말한다. 단위는 cm/s이다. 줄여서 PGV로도 나타낼 수 있다.
최대 지반 가속도(PGA)와 최대 지반 속도(PGV)는 진도와 관련이 있다. 최대 지반 가속도와 최대 지반 속도는 통상적으로 진앙에서부터 거리가 멀어질수록 약해지며, 거리가 가까워질수록 강해진다.

## 진도와의 관계

### 수정 메르칼리 진도
대한민국 기상청의 수정 메르칼리 진도 계급은 지진계에서 산출되는 정량적인 값인 최대 지반 가속도(PGA)와 최대 지반 속도(PGV)를 이용하는 것이 특징인데, PGV와 수정 메르칼리 진도 계급 사이 관계식은 아래와 같다.
최대 지반 속도와 진도의 관계 (PGV= cm/s)
- MMI = 2.1939 log(PGV) + 5.0918 (진도 V 이하)
- MMI = 2.4686 log(PGV) + 5.0996 (진도 V 이상)

위 공식에 따른 관계 분포는 아래와 같다.
| 진도    | 최대 지반 가속도 (단위: %g=9.81cm/sec2) | 최대 지반 속도 (단위: cm/sec) |
| ------- | --------------------------------------- | ----------------------------- |
| I       | %g<0.07                                 | V<0.03                        |
| II      | 0.07≤%g<0.23                            | 0.03≤V<0.07                   |
| III     | 0.23≤%g<0.76                            | 0.07≤V<0.19                   |
| IV      | 0.76≤%g<2.56                            | 0.19≤V<0.54                   |
| V       | 2.56≤%g<6.86                            | 0.54≤V<1.46                   |
| VI      | 6.86≤%g<14.73                           | 1.46≤V<3.7                    |
| VII     | 14.73≤%g<31.66                          | 3.7≤V<9.39                    |
| VIII    | 31.66≤%g<68.01                          | 9.39≤V<23.85                  |
| IX      | 68.01≤%g<146.14                         | 23.85≤V<60.61                 |
| X       | 146.14≤%g<314                           | 60.61≤V<154                   |
| XI 이상 | 314≤%g                                  | 154≤V                         |

### 일본 기상청 진도
일본 기상청에서 사용하는 일본 기상청 진도 계급은 원칙적으로 '계측진도'를 가지고 측정하지만 이를 비교할 때 PGV와의 관계가 더 높다는 연구도 존재한다. 예를 들어 지진조사연구추진본부 지진조사위원회의 보고서인 "전국 개관 지진동 예측 지도"에서는 미도리카와(翠川, 1999) 등 최대 지반 속도에서 진도의 환산식을 표층지반증폭률의 분포 등과 종합하여 추정 진도를 계산하였다.

## 주요 지진의 PGV
| PGV (최대)     | 규모 | 진원 깊이 | 사망자     | 지진                                |
| -------------- | ---- | --------- | ---------- | ----------------------------------- |
| 318 cm/s       | 7.7  | 33 km     | 2,415      | 1999년 921 대지진                   |
| 215 cm/s       | 7.8  | 10 km     | 62,013     | 2023년 튀르키예-시리아 지진         |
| 183 cm/s       | 6.7  | 18.2 km   | 57         | 1994년 노스리지 지진                |
| 170 cm/s       | 6.9  | 17.6 km   | 6,434      | 1995년 효고현 남부 지진             |
| 152 cm/s       | 6.6  | 10 km     | 11         | 2007년 니가타현 주에쓰 해역 지진    |
| 147 cm/s       | 7.3  | 1.09 km   | 3          | 1992년 랜더스 지진                  |
| 145 cm/s       | 6.6  | 13 km     | 68         | 2004년 니가타현 주에쓰 지진         |
| 138 cm/s       | 7.2  | 10.5 km   | 356명 부상 | 1992년 케이프 멘도치노 지진         |
| 117.41 cm/s    | 9.1  | 29 km     | 19,747     | 2011년 도호쿠 지방 태평양 해역 지진 |
| 108 cm/s       | 7.8  | 8.2 km    | 8,857      | 2015년 4월 네팔 지진                |
| 38 cm/s        | 5.5  | 15.5 km   | 0          | 2008년 치노힐즈 지진                |
| 20 cm/s (추정) | 6.4  | 10 km     | 115-120    | 1933년 롱비치 지진                  |

## 같이 보기
- 최대 지반 가속도(PGA)

## 참고 문헌
- Allen, T. I.; Wald, D. J.; Hotovec, A. J.; Lin, K.; Earle, P. S.; Marano, K. D. (2008), 《An atlas of ShakeMaps for selected global earthquakes》 (PDF), Open-File Report 2008–1236, 미국 지질조사국
- Allen, T. I.; Wald, D. J.; Earle, P. S.; Marano, K. D.; Hotovec, A. J.; Lin, K.; Hearne, M. G. (2009), “An atlas of ShakeMaps and population exposure catalog for earthquake loss modeling” (PDF), 《Bulletin of Earthquake Engineering》 7 (3): 701–718, doi:10.1007/s10518-009-9120-y, S2CID 58893137, 2012년 5월 10일에 원본 문서 (PDF)에서 보존된 문서, 2017년 9월 15일에 확인함